# Pascal Lissouba
Pascal Lissouba (Tsinguidi, 15 de noviembre de 1931-Perpiñán, 24 de agosto de 2020) fue un profesor y político congoleño. Luego de ser primer ministro en la década de 1960, fue exiliado en los 1970s y llegó a ser presidente de la república desde el 31 de agosto de 1992 hasta el 15 de octubre de 1997, momento en el que perdió el poder al declararse la Guerra Civil del Congo. Vivió exiliado en Londres hasta su fallecimiento.

## Trayectoria política
Nació en Tsinguidi, al suroeste del Congo. Se educó en el Lycee Felix Faure de Niza (1948-52), la École Supérieure d'Agriculture de Túnez y la Universidad de París (1958-61).
Empezó trabajando en el departamento de agricultura (1961-63), pero sus capacidades le llevaron a ser ministro de agricultura (1963-66) y más tarde primer ministro (1963-66) bajo el gobierno del presidente Alphonse Massamba-Débat. Cuando Massamba-Débat fue derrocado en 1968, Lissouba siguió en el gobierno bajo el mando de Marien Ngouabi y aunque fue apartado de la actividad política de 1969 hasta 1971 entró en el Comité Central del Partido de los trabajadores del Congo en 1973. Fue arrestado y acusado de implicación en un golpe de Estado fallido en 1973, y arrestado y sentenciado a cadena perpetua por el asesinato de Ngouabi en 1977, evitando la pena de muerte, a la que se condenó en cambio a Massamba-Débat. Fue liberado en 1979 pero tuvo que permanecer exiliado Francia desde 1979 hasta 1990. En Francia ejerció como profesor en la Universidad de París antes de empezar a trabajar para la Unesco, en la capital francesa primero y posteriormente en Nairobi. Cuando el presidente Denis Sassou-Nguesso fue obligado a realizar un cambio político en Congo hacia la implantación de la democracia en 1991, Lissouba volvió y fue elegido presidente en las elecciones celebradas en agosto de 1992. Consiguió el 36% de los votos como líder del partido de izquierdas UDAPS (Union panafricaine pour la démocratie sociale, Unión panafricana por la democracia social) En la segunda vuelta, contra Bernard Kolelas, Lissouba obtuvo el 61% de los votos. Kolelas fue nombrado alcalde de Brazzaville para contentar a sus electores.
Sin embargo, en 1993 estalló un conflicto cuando una coalición de grupos de la oposición y sus milicias acusaron a Lissouba de amañar las elecciones. La guerra civil se evitó mediante la intervención de Gabón y la Organización para la Unidad Africana, pero las luchas esporádicas continuaron produciéndose hasta enero de 1995. Sin embargo, hubo un gran apoyo militar a Sassou-Nguesso. La lucha volvió a desatarse en junio de 1997 cuando Lissouba intentó desarmar a las milicias leales a Sassou-Ngueso. Tras diecinueve semanas de combates, ayudado por el ejército angoleño, Sassou-Nguesso se proclamó presidente el 25 de octubre de 1997. Las milicias leales a Lissouba emprendieron una guerra de guerrillas, la importante vía férrea Brazzaville-Pointe Noire fue cortada y Brazzaville fue gravemente dañada antes de que se acordase un alto el fuego en diciembre de 1999.
Lissouba intentó volver al Congo para las elecciones de 2002, pero en diciembre de 2001 fue procesado en Brazaville, in absentia, siendo condenado por alta traición y malversación. Residió en Londres hasta su muerte.
Falleció en Perpiñán el 24 de agosto de 2020 a causa del deterioro de salud causado por la enfermedad de Alzheimer.
| Predecesor: Denis Sassou-Nguesso    | Presidente de la República del Congo 1992 – 1997      | Sucesor: Denis Sassou-Nguesso |
| Predecesor: Alphonse Massamba-Débat | Primer ministro de la República del Congo 1963 – 1966 | Sucesor: Ambroise Noumazalaye |